# لئونید پولونسکی
لئونید لازاری پولونسکی (ارمنی: Լեոնիդ Լազարի Պոլոնսկի؛ زادهٔ ۱ اوت ۱۹۴۶) یک  سیاستمدار اهل ارمنستان است که از تاریخ ۱۹۹۰ تا تاریخ ۱۹۹۵ سمت نمایندگی دوره اول شورای عالی جمهوری ارمنستان را برعهده داشت.

## زندگی‌نامه
در 	۱ اوت ۱۹۴۶ در ارمنستان به دنیا آمد . 